# Henry Charles Brewer

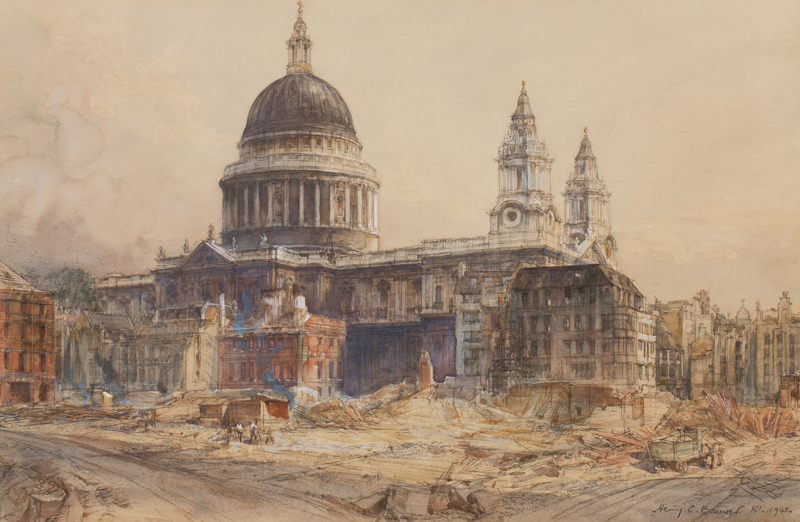
Henry Charles Brewer: St. Paul’s, gesehen von der Warwick Lane, 1942

Henry Charles Brewer (* 25. Mai 1866 in Würzburg, Bayern; † 1950 in London) war ein britischer Maler, der für seine Aquarelle von Stadtansichten und Architekturmotiven bekannt war.

## Leben
Henry Charles Brewer wurde 1866 als Sohn des Malers Henry William Brewer in Würzburg geboren. Sein Bruder war der Radierer James Alphege Brewer. Er studierte an der Westminster School of Art bei Fred Brown. Brewer lebte in London und stellte seine Werke unter anderem in der Fine Art Society, der Royal Academy und dem Royal Institute of Painters in Watercolours aus, dessen Mitglied er 1914 wurde.

## Werk

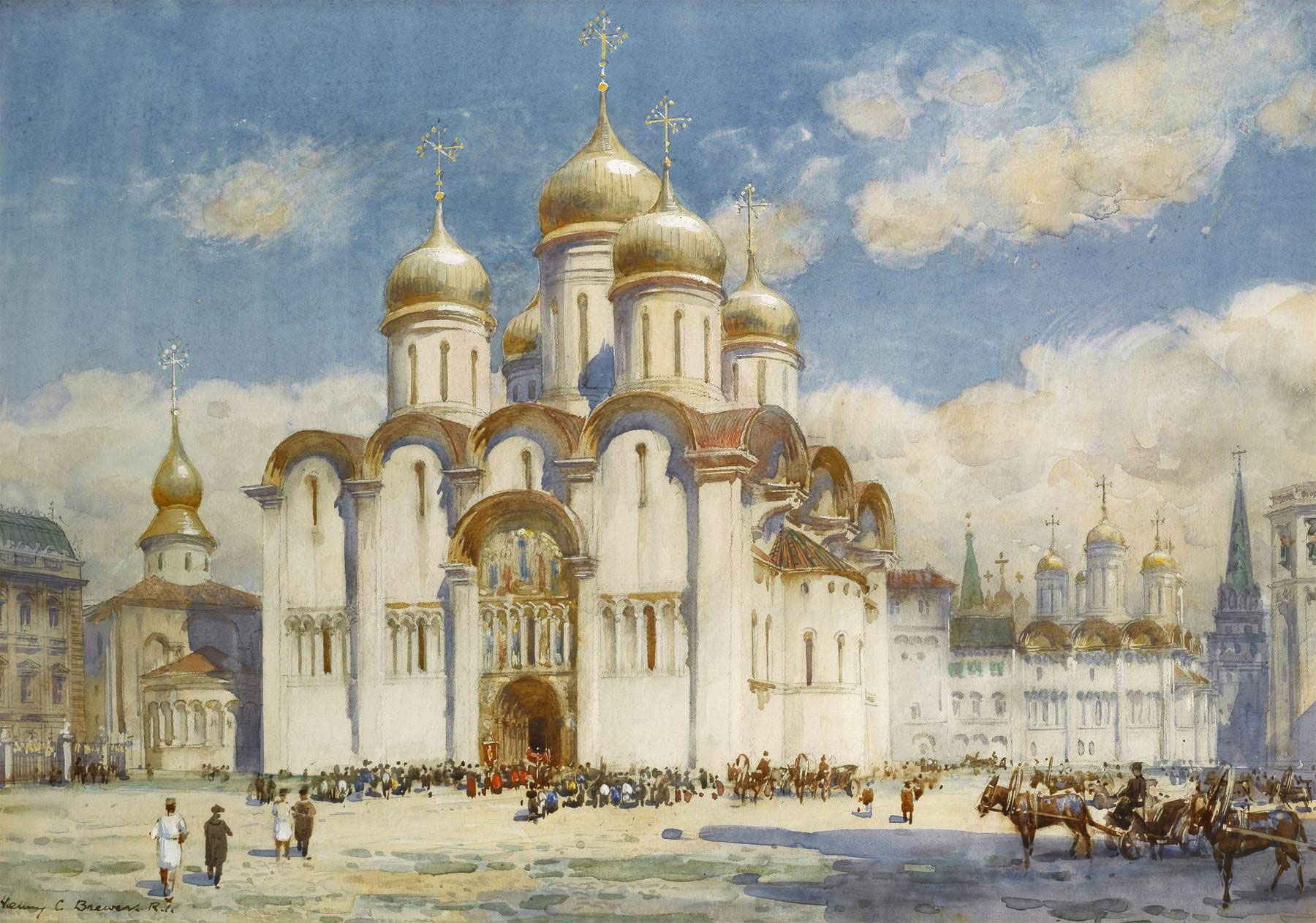
Henry Charles Brewer: Mariä-Himmelfahrt-Kathedrale des Moskauer Kremls

Henry Charles Brewer war für seine Aquarelle bekannt, die Landschaften, städtische Szenen und vor allem architektonische Motive darstellten. Er reiste viel und malte unter anderem Szenen aus Andalusien und Frankreich. Seine Werke zeigen oft eine detaillierte Darstellung von Gebäuden und Stadtlandschaften.